# Kjell Forshed
Kjell Ingemar Forshed, född 3 juni 1943, är en svensk arkitekt. 

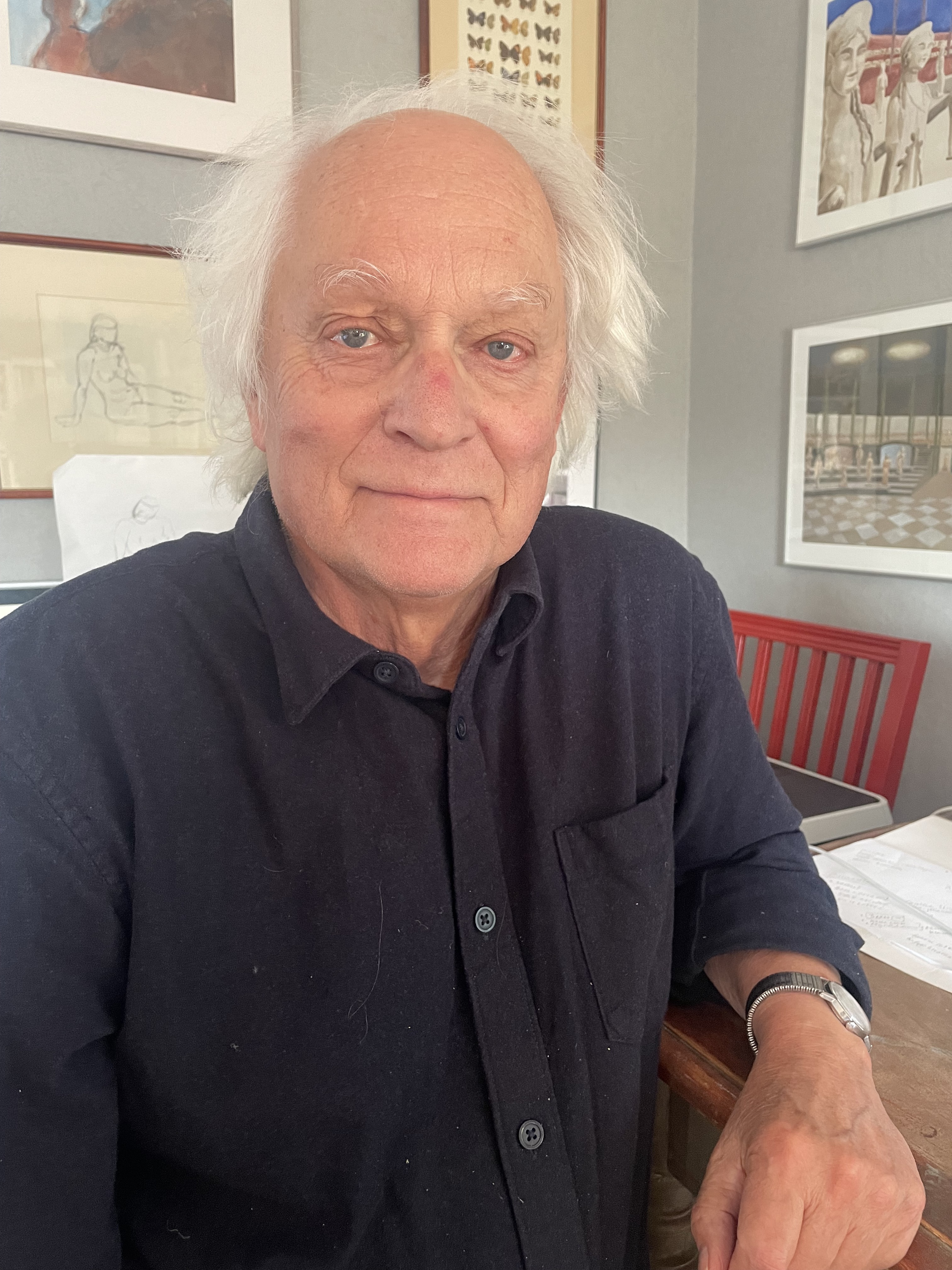
Kjell Forshed 2023-09-02

## Biografi
Forshed är utbildad vid Kungliga Tekniska Högskolan i Stockholm, avdelningen för arkitektur, mellan åren 1963–1967, examen 1969. Har praktiserat i Rom och i USA under studietiden. Har verkat på KTH som lärare i stadsgestaltning 1991–1992. Anställd 1967 vid Curman & Gunnartz arkitektkontor, som sedermera ombildades till Brunnberg & Gillberg Arkitektkontor, Brunnberggruppen 1976 och därefter till Brunnberg & Forshed Arkitektkontor AB 1988. Från 2008 fullt verksam som egen konsult men ofta ihop med kontoret.
Hans huvudsakliga arbetsfält ligger inom det sociala bostadsbyggandet med bostäder överkomliga för vanligt folk liksom i stadsbyggnadsprojekt av typen trädgårdsstad, småstad. 

## Projekt i urval
1970 och 1980-tal
- Grimsta by Upplands Väsby, plan och hus
- Terra Nova området, Visby, plan och hus
- Skarpnäcksfältet Stockholm, 9 kvarter
- Carlslund Upplands Väsby, Bo 85, plan och hus
- Södra stationsområdet tre kvarter, Stockholm
- Kv Trädskolan Enskede, plan och hus
- Eklanda trädgårdsstad, Mölndal, plan och hus
- Djupa skogen Strängnäs, plan och hus

1990-tal
- Kv Jungmannen, Gustavsberg, plan och hus
- Boda Kyrkby, Bo 91, Rättvik, plan och hus
- Stumholmen Karlskrona, Västra Kungshall, Bo 93, hus
- Hedvigsholmen Marstrand, plan och hus
- S:t Eriksområdet Stockholm,de två bågarna
- Kappsta Lidingö, plan och hus
- Sticklinge skola Lidingö
- Tullinge trädgårdsstad, plan och hus i ett kvarter
- Nybodahöjden, tre små flerfamiljshus,  Bygga och Bo 98
- Frösunda, plan
- Studentbostäder på Bosön, plan och hus
- Stora mossen, plan och hus
- Kv Hermes Sundsvall

2000-tal
- Lomma Hamnområdet, plan, kvarter, radhus, strandvillor
- Birgittas trädgårdar, Vadstena, plan och hus
- Östra Kvarnskogen Sollentuna, plan och hus
- Järingegränd Tensta, plan och hus, Bomässa 2006
- Stadsradhus i Hammarby sjöstad
- Skanörs Vångar, plan och två kvarter
- Hammarängen Mariefred, plan och hus
- Filmstaden Solna, plan och ett kvarter
- Kv Druvan Karlstad, ett kvarter
- Kv Tor Uppsala, ett kvarter
- kv Sorken Örebro, ett kvarter
- Äldrebostäder Tystberga, plan och hus
- Norra Bantorget, tre fastigheter
- Svea Artilleri, bostäder
- Östra kvarteren Sala, plan och hus
- Skokloster udde, plan
- Mariefreds strand, kvarter med trädgårdsstadsbebyggelse
- Stora Träskaten Eskilstuna, herrgård
- kv Glädjen Kungsbacka, nya hus i innerstadsmiljö vid stora torget
- Två bostadshus samt uthus Viks gård i Taxinge Nykvarn
- Långnäs trädgårdsstad Trosa
- Kolbottens trädgårdsstad Nynäshamn
- Uddens villastad i Nykvarn
- Remonthagen, ny stadsdel i Östersund
- Säby hage Åkersberga, hyreshus som fyrfamiljshus
- kv Paradiset 3 Stocksund, renovering av bostadshus